# Арбористика

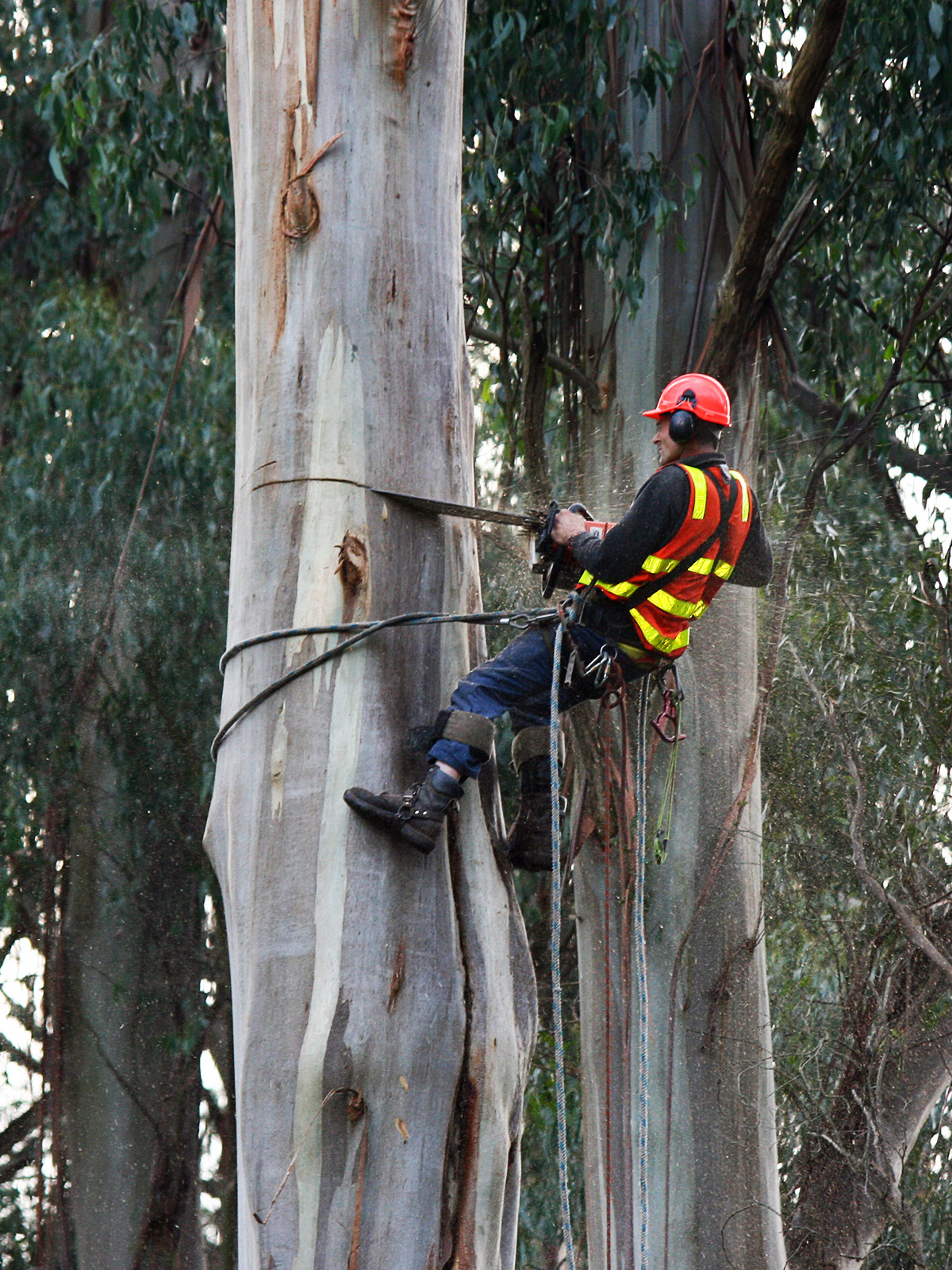
Арборист валит эвкалипт бензопилой в парке «Каллиста» (Австралия)

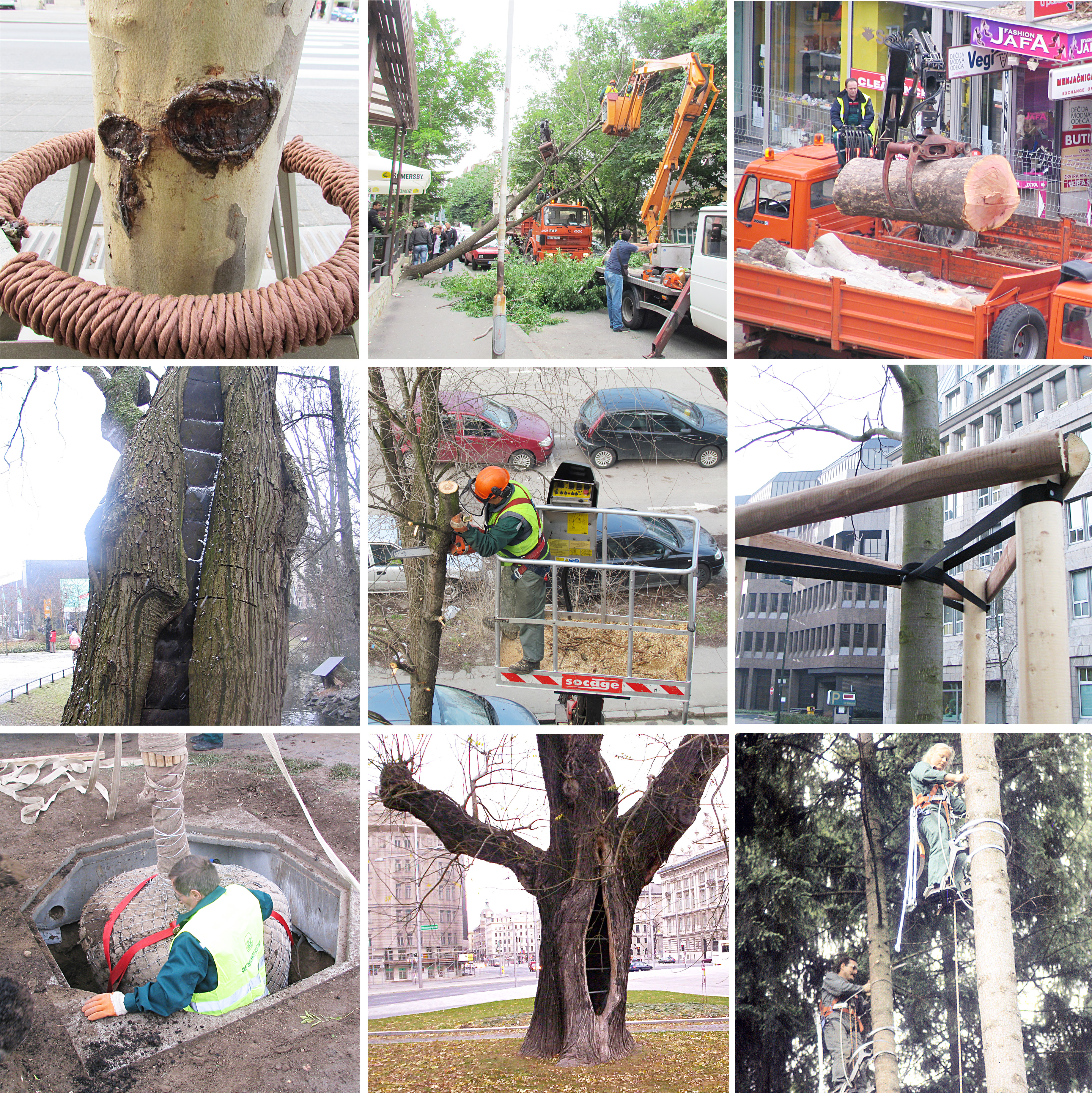

Арбористика (от лат. arbor - «дерево»)  область знаний и практик по индивидуальному уходу за деревьями и другими древесными растениями вне контекста промышленного лесного хозяйства. Арбористика включает посадку, формирование кроны, диагностику, лечение, санитарные и формовочные работы, управление рисками, установку поддерживающих систем, а при необходимости безопасное удаление дерева. В профессиональной практике применяются регламентированные стандарты ухода за деревьями (ANSI A300), а требования охраны труда при выполнении арбористских работ фиксируются стандартом ANSI Z133 и национальными нормами безопасности.

## Предмет и задачи
К ключевым задачам арбористики относятся:
- удаление сухих, аварийных и опасных ветвей; формирование кроны с соблюдением физиологии дерева (запрет «топпинга» и «львиной стрижки» в профессиональных стандартах);[4][5]
- обследование и лечение деревьев, включая обработку срезов по правилам целевого реза и учёт модели CODIT (компартментализация гниения);[6]
- снижение рисков (оценка устойчивости и дефектов по методикам ISA TRAQ);[7]
- установка поддерживающих систем (кроновое каблирование, брейсинг, растяжки) по части 3 стандарта ANSI A300;[8]
- удаление деревьев в стеснённых условиях и вблизи коммуникаций с применением пофазного демонтажа.

## Методы подъёма и работы на дереве
Современная работа на деревьях выполняется с использованием верёвочных систем и альпинистского снаряжения. Применяются две базовые схемы:
- MRS «движущаяся» система, в которой рабочая ветвь верёвки проходит через точку опоры (англ. friction saver).  Критически важны защита коры и верёвки: используются англ. friction saver (вариант для живых деревьев англ. cambium saver).
- SRS/SRT (Stationary Rope System/Technique) верёвка закреплена стационарно; даёт эффективный доступ и позиционирование при работе на высоте.[9]

Критически важны защита коры и верёвки: используются. Применение лезвий-кошек/шпор (spurs) на живых деревьях в целях ухода признаётся ненадлежащей практикой и допускается только при валке либо спасработах.

## Безопасность
Работы регламентируются стандартом ANSI Z133 (США) и национальными НПА. Документ устанавливает требования к СИЗ, верёвочным системам, технике реза и организации работ. В России работы на высоте регулируются Приказом Минтруда России № 782н (действует с 1 января 2021 года по 31 декабря 2025 года), определяющим требования к персоналу, допускам, системам обеспечения безопасности и организации работ.

## Профессиональные стандарты и сертификация
- ANSI A300 - серия стандартов по уходу за деревьями (обрезка, удобрение, поддерживающие системы, молниезащита и др.); принята органами власти и коммунальными службами в качестве базовой рамки спецификаций.[2][14]
- BS 3998:2010 (Великобритания) рекомендации по работам с деревьями: принятие решений, охрана дикой природы, работа с деревьями-ветеранами и пр.[15]
- ISA Certified Arborist и квалификация ISA TRAQ  международно признанные креденшлы арбористов и специалистов по оценке риска.[1][7]
- European Tree Worker (ETW)  европейская сертификация, координируемая Европейским советом по арборикультуре (EAC). Экзамены проходят под надзором супервизора EAC; национальные ассоциации публикуют списки сертифицированных специалистов.[16][17]

## История
Организационное оформление профессии связано с созданием в 1924 году профессионального объединения, из которого выросло Международное общество арборикультуры (ISA). Существенный вклад в современную арбористику внесли исследования А. Шиго (USDA) по модели CODIT, повлиявшие на стандарты целевого реза и подходы к управлению дефектами древесины.